# Erminów
Erminów – wieś sołecka w Polsce położona w województwie mazowieckim, w powiecie sochaczewskim, w gminie Rybno. Ma status sołectwa.
| SIMC    | Nazwa         | Rodzaj    |
| ------- | ------------- | --------- |
| 0736617 | Janin-Parcele | część wsi |

W latach 1954–1959 wieś należała i była siedzibą władz gromady Erminów, po jej zniesieniu w gromadzie Rybno. W latach 1975–1998 miejscowość administracyjnie należała do województwa skierniewickiego.
Sołectwo 31 grudnia 2013 roku liczyło 161 mieszkańców.